# Северјани
Северјани или Северани (грч. Σεβερειζ, буг. Северани, рус. Северяне) су старо словенско племе које је насељавало обале река Дњепар, Десна, Сејм и Сула. У историјским списима налазе се и по имену: Севери, Северци и сл, што упућује да су насељавали северне делове Европског континента или да потичу са севера (од Северних или Иљменских Словена, Новгородаца).
Први писани помен Северана налази се у списима Теофан који их помиње као Северци (грч. Σεβερειζ), које су Бугари протерали из насеља око Варне. Такође се помињу и у Несторовој хроници (или Повести минулих лета) као племе Северјани „по Десни, по Сами и по Сули“, далеко на северу, које је 883. године покорио кнез Олег. Део овог племена допро је до Грчке, у Епиру.
Главни центри Северана били су: Чернигов, Новгород Северски и Курск. Бавили су се ратарством, сточарством и занатима.
Током VIII и почетком IX века плаћали су данак Хазарима, да би, заједно са својим словенским суседима Пољанима, негде око 884. године ушли у састав древноруске ране државе и са њима чинили језгро будуће Кијевске Русије.
Називи Севера, северска земља, северски градови појављују у изворима све до краја XVIII века.